# Virgen de La Salette
La Virgen de la Salette, o la Saleta, (también llamada Nuestra Señora de la Salette, Notre Dame de La Salette en francés o Nuestra Señora de la Saleta en español) es el nombre bajo el cual los fieles católicos designan a la Virgen María aparecida a dos niños el 19 de septiembre de 1846 en el pueblo de La Salette-Fallavaux (Isère, Francia). También es la advocación del santuario que se edificó en el lugar de la aparición.

## Aparición
Dos jóvenes pastores llamados Mélanie Calvat, de 15 años, y Maximino Giraud, de 11 años relataron como el sábado 19 de septiembre de 1846, hacia las tres de la tarde, en una montaña cercana al pueblo alpino de La Salette-Fallavaux, vieron aparecer dentro de una luz resplandeciente, más brillante que el sol, una «bella dama» en llanto que se dirige a ellos.
Primero sentada y llorando con la cabeza entre las manos, la "Bella Dama" se levanta y habla largamente, en francés y en patois (dialecto del occitano), la lengua de los niños. Les explica que llora por la impiedad imperante en la sociedad y los insta a renunciar a dos pecados graves que se habían hecho muy comunes: la blasfemia y no tomarse el domingo como día de descanso y de asistencia a la misa. Predice castigos espantosos que se darán si la gente no cambia y promete la clemencia divina a los que cambien. Finalmente pide a los niños que recen, hagan penitencia y esparzan su mensaje.
Toda la luz dentro de la cual se presenta y que envuelve completamente a los tres, viene de un gran crucifijo que lleva sobre el pecho, rodeado de un martillo y unas tenazas. Lleva sobre los hombros una cadena y, al lado, unas rosas. Su cabeza, su cintura y sus pies están también rodeados de rosas; vestida de blanco, con un chal rubí y un delantal dorado. Al final la "Bella Dama" sube por una pendiente y desaparece entre la luz.
Después de cinco años de investigación, el obispo de Grenoble, Philibert de Bruillard, reconoce la autenticidad de la aparición. El papa Pío IX aprobó la devoción a Nuestra Señora de La Salette.

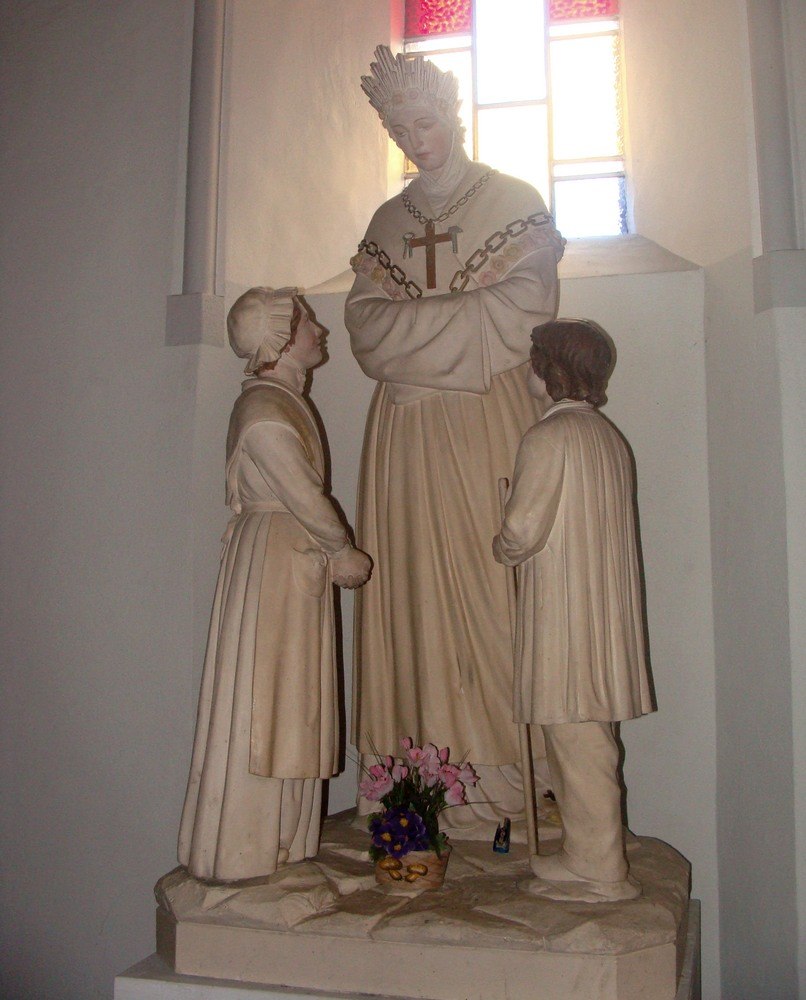
Imagen de Nuestra Señora de La Salette.

## El mensaje de Virgen
Dando por adelanto la advertencia del castigo divino que resultaría en el desperdicio de sus cosechas. Esta advertencia vendría justo antes de uno de los inviernos más difíciles que vivirá la zona de Francia e Inglaterra, un período marcado por hambruna duradera de varios meses. Este suceso divino sería venerado por su relevancia durante el periodo. Habiendo dejado un mensaje claro y advertencia de seguir los mandamientos de Cristo. A pesar de la oscuridad y hambre sufrida en Europa en este momento histórico, la iglesia considera el mensaje de la Salette “un mensaje de esperanza, porque nuestra esperanza se nutre de la intercesión de ella, que es la Madre de la humanidad".

## Secretos de la Virgen
Los pastorcillos afirmaron haber sido informados de dos secretos muy especiales, el primer secreto le habría sido revelado a Mélanie Calvat el 19 de septiembre del 1846, en el lugar de la aparición y el segundo secreto a Maximino Giraud también el mismo día y lugar, aunque la Virgen les habría dicho que no lo comentaran ni se lo contaran el uno al otro hasta el año del 1858, día en que se revelarían. Estos dos secretos, fueron enviados en 1851 al papa Pío IX por consejo de Mgr. de Bruillard.

## Dos versiones del secreto de Mélanie

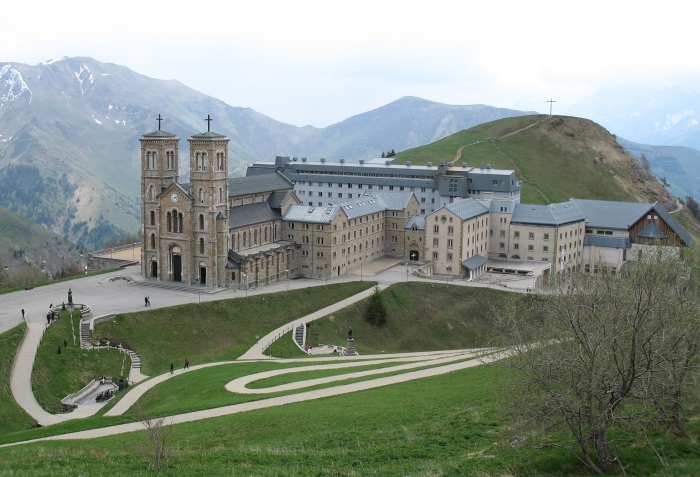
Santuario de La Salette, lugar de la aparición. En los Alpes franceses.

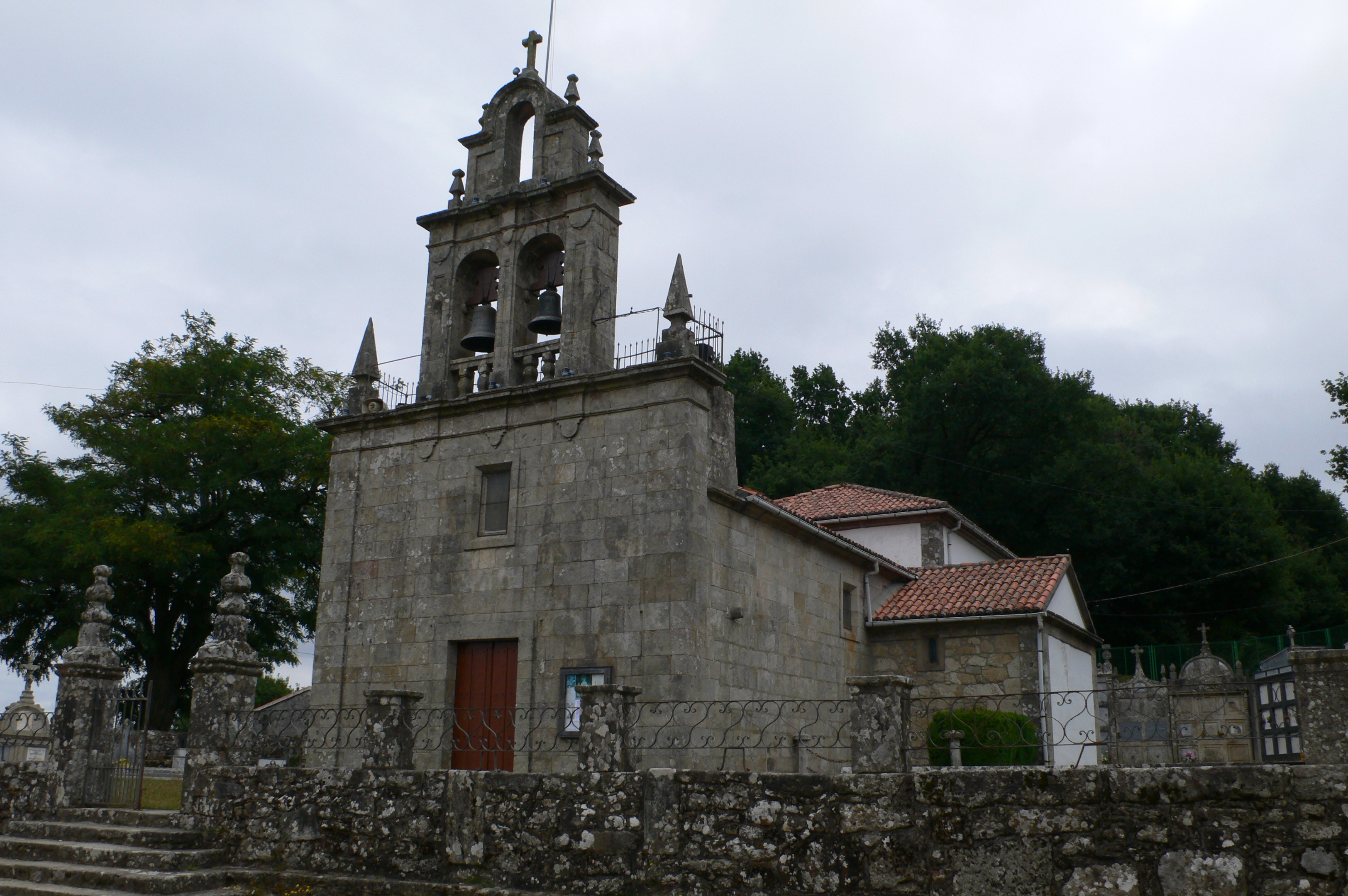
Iglesia parroquial de Siador (Silleda), lugar de culto hacia la Virgen de la Saleta.

Existen dos versiones del secreto de Mélanie, una del año 1851, y otra del año 1879 publicado en Lecce, Italia, con la aprobación del obispo de esa ciudad, y posteriormente incluido en el índice de libros prohibidos. Este último secreto sin embargo, no está incluido en la aprobación dada por la Iglesia a la aparición ya que fue divulgado posteriormente.
Se desconoce la impresión que estas misteriosas revelaciones tuvieron sobre el Papa, porque en ese momento había dos versiones del secreto de Mélanie diametralmente opuestas entre sí. Una viva polémica siguió en cuanto a si el secreto publicado en 1879 era idéntico al que se comunicó a Pío IX en 1851.
En octubre de 1999, el padre Michel Corteville descubrió los secretos originales entregados al Papa Pío IX en 1851, enterrados durante más de un siglo en los archivos del Vaticano. Al comparar el secreto de Mélanie de 1879 con el de 1851 enviado al papa Pío IX, ambos eran completamente diferentes entre sí.
En 1879, Mélanie publicó una nueva versión del secreto de 1851, que incluía nuevas interpretaciones del verdadero secreto, así como revelaciones completamente nuevas que no se mencionaban en la versión de 1851; esta nueva versión se publicó bajo el título de L'apparition de la très Sainte Vierge de la Salette y contenía varias afirmaciones apocalípticas, como que Roma perdería su fe y se convertiría en la sede del Anticristo. Si bien el libro recibió inicialmente el imprimatur del arzobispo Salvatore Luigi Zola de Lecce, su contenido fue considerado posteriormente falso y en contraste con la fe católica por la Santa Sede y posteriormente fue incluido en el Index Librorum Prohibitorum por decreto del Santo Oficio el 9 de mayo de 1923. 
La Enciclopedia Católica describe la nueva versión del secreto como "una obra de imaginación", argumentando que, a lo largo de los años, la mente de Mélanie había sido perturbada por la lectura de libros apocalípticos y las vidas de los Illuminati.
La mayoría de los defensores del texto de 1879 sufrieron la censura de sus obispos. Maximino Giraud, después de una vida infeliz y errante regresó a su pueblo natal, donde murió en marzo de 1875. Mélanie Calvat finalizó su vida que no había sido menos errante en Altamura, Italia, el 15 de diciembre de 1904.

## Devoción en España
Las noticias de las apariciones llegan a España impulsadas por la pluma del exiliado carlista Florencio Sanz Baeza que publicará varios trabajos sobre el tema durante la segunda mitad del siglo XIX. En Galicia, uno de los feligreses de Siador (Silleda), Francisco María Rivas Taboada, amigo de Sanz Baeza, impulsó el establecimiento del culto a la Virgen de la Saleta en la iglesia parroquial de Siador.
En Zamora, el 17 de septiembre de 1868, se crea la Asociación de mejora de costumbres bajo la advocación de Nuestra Señora de la Saleta en la iglesia de la Purísima Concepción de esta capital. Se mantuvo en funcionamiento hasta su desaparición en los años 60. La ruina de esta iglesia llevará a depositar su imagen en el Museo de la Semana Santa zamorano.